# Werner Meyer (Historiker, 1909)
Werner Meyer (* 25. November 1909 in Hannover; † 18. September 1987 in München) war ein deutscher Denkmalpfleger und Burgenforscher.

## Leben
Meyer studierte Architektur an der Technischen Hochschule Hannover, wo er im Jahr 1941 mit der Arbeit über „die deutsche Burg“ zum Dr.-Ing. promoviert wurde.
Meyer beschäftigte sich nicht nur mit Architektur und Kunstgeschichte, sondern arbeitete auch viele Jahre in der bayerischen Denkmalpflege. Schon ab 1934 war für das bayerische Landesdenkmalamt tätig, dem er schließlich bis zu seiner Pensionierung im Jahr 1974 als Landeskonservator angehörte.
Von ihm stammen zahlreiche Bücher, Aufsätze und Artikel über deutsche Burgen, was ihm den Spitznamen „Burgen-Meyer“ einbrachte.

## Die Kunstdenkmäler von Bayern
Für die Buchreihe Die Kunstdenkmäler von Bayern bearbeitete Meyer die Ausgaben:
- Mittelfranken, Band 10, Landkreis Lauf an der Pegnitz, zusammen mit Wilhelm Schwemmer, 1966, ISBN 3-486-42091-7
- Schwaben, Band 4, Stadt und Landkreis Lindau (Bodensee), zusammen mit Adam Horn, 1954, ISBN 3-486-41841-6
- Schwaben, Band 5, Stadt und Landkreis Neuburg a. d. Donau, zusammen mit Adam Horn, 1958, ISBN 3-486-50516-5
- Schwaben, Band 6, Stadt Dillingen an der Donau, zusammen mit Alfred Schädler, 1964, ISBN 3-486-41781-9
- Schwaben, Band 7, Landkreis Dillingen an der Donau, 1972, ISBN 3-486-43541-8

## Veröffentlichungen (Auswahl)
- Den Freunden ein Schutz, den Feinden zum Trutz. Die deutsche Burg. Weidlich, Frankfurt 1963 (Druckfassung der Dissertation von 1941).
- mit Erich Lessing: Deutsche Ritter, deutsche Burgen. Bertelsmann 1976.
- Burgen, Schlösser und Festungen in Deutschland und Europa. 3 Bände. Verlag Weidlich, Würzburg 1979 (Sonderausgabe für Flechsig-Buchvertrieb. 2002, ISBN 978-3881894692).
- Burgen in Oberbayern – Ein Handbuch. Verlag Weidlich, Würzburg 1986, ISBN 3-8035-1279-4.